# Daniel García Arizabaleta
Daniel Andrés García Arizabaleta (Cali, Siglo XX) es un arquitecto y político colombiano.
Fue director de Coldeportes y del Instituto Nacional de Vías (Invías) durante el gobierno de Álvaro Uribe Vélez. Fue destituido e inhabilitado por la Procuraduría General de la Nación por irregularidades cuando se desempeñó en el INVIAS y Coldeportes. García está involucrado en el escándalo de Odebrecht en el cual ha declarado en contra del excandidato presidencial Óscar Iván Zuluaga.

## Biografía
García Arizabaleta es hijo de María Teresa de García y el arquitecto Daniel García Chávez. Él también es arquitecto, de la Universidad de San Buenaventura en Cali. Fue candidato al Concejo Municipal de Cali en las elecciones de 1997 y 2000 por el movimiento Metamorfosis, pero su aspiración no prosperó.
En el gobierno de Álvaro Uribe Vélez se desempeñó como director de Coldeportes, y posteriormente como asesor de la Presidencia de la República en ese gobierno. Fue viceministro de Transporte, en la cartera que dirigía Andrés Uriel Gallego. Entre 2006 y 2009 fue director del INVÍAS, siendo el impulsor inicial del proyecto del Túnel de la Línea.
En marzo del 2022 renunció al Comité Político del Centro Democrático por medio de una declaración en redes sociales, al mismo tiempo que su renunció a su candidatura del Senado de la República. 

## Controversias

### Destituciones e inhabilidad
La Procuraduría General de la Nación destituyó e inhabilitó por 15 años a Daniel García Arizabaleta para ejercer cargos público, en su condición de director general del INVÍAS, por haber incurrido en 6 irregularidades. Los cargos por los que se le destituyó e inhabilitó se refieren a las conductas desarrolladas en su calidad de director general del Instituto Colombiano de Deportes, Coldeportes, por ejercer el cargo desde el 2003 hasta agosto de 2006, sin cumplir los requisitos que se exigían para el efecto, y modificó en beneficio propio. 
Así mismo como director general de Invias, por el ejercicio del mismo y la modificación indebida del manual de requisitos para el cargo incurriendo en conflicto de intereses. La Procuraduría comprobó en una investigación disciplinaria que utilizó información falsa para acreditar su experiencia profesional y cambió los requisitos para poder posesionarse en los cargos que ocupó.

### Supuesta relación con el Mayor Juan Carlos Meneses
En la Revista Semana, el periodista Daniel Coronell en su columna dio a conocer que el Mayor (R) de la policía Juan Carlos Meneses afirmó que en el gobierno de Álvaro Uribe recibió contratos por medio del INVÍAS, para silenciar lo que supuestamente sabía acerca del grupo narcotraficante Los Doce apóstoles y la relación con la familia Uribe. García manifestó que nunca recibió instrucción alguna, de recibir, atender o conversar con Meneses.

### Escándalo Odebrecht
García Arizabaleta era candidato al senado por el Centro Democrático cuando resultó involucrado en el escándalo de corrupción conocido como el Caso Odebrecht por aceptar sobornos de la multinacional brasilera para la campaña presidencial de Óscar Iván Zuluaga, investigación por la cual fue imputado por la fiscalía. La investigación contra García inició debido a que había sido mencionado en el testimonio del ejecutivo de Odebrecht, Luiz Antonio Mameri, quien afirmó que se había reunido con García Arizabaleta en 2014 para discutir una donación a dicha campaña. Inicialmente no aceptó lo cargos pero en mayo de 2023 se acogió a un principio de oportunidad en el que se comprometió a aceptar cargos y declarar en contra de Zuluaga. Tras dicho suceso presentó dos audios donde Zuluaga admitía que conocía de los sobornos.